# Золоте весілля (фільм)
«Золоте весілля» — радянський двосерійний телефільм 1987 року, знятий режисером Наталією Мотузко на Одеській кіностудії.

## Сюжет
Дія фільму відбувається у день золотого весілля родини Клима та Анастасії Данік. Щасливе життя прожило подружжя, виростило трьох дітей, тепер виховує онуків. Але так само, як і в далекій молодості, їх хвилює все, що відбувається навколо.

## У ролях
- Ігор Тарадайкін — Клим в молодості
- Федір Стригун — Клим Данилович Данік
- Людмила Чиншева — Анастасія в молодості
- Таїсія Литвиненко — Анастасія Данік, дружина Клима Даниловича
- Ярослав Гаврилюк — Марко в молодості
- Богдан Ступка — Марко
- Сергій Власов — Федір Коряк в молодості
- Микола Іванов — Федір Коряк
- Костянтин Степанков — отець Марко
- Світлана Тормахова — Паладя
- Юрій Ніфонтов — Григорій
- Ніна Матвієнко — Мар'яна, дочка Клима Даниловича
- Віктор Чутак — Мирон
- Олександр Лебедєв — Іван
- Вадим Назаренко — Вітя
- Борис Бачурін — Максим
- Борис Гусаков — епізод
- Любов Германова — епізод
- Олександр Жарков — епізод
- Маргарита Кошелєва
- Андрій Любимов — Слава, онук Федора
- Тетяна Нікітіна — Галя
- Євген Пашин — міліціонер
- Тетяна Антонова — епізод
- А. Брезгін — епізод
- Микола Величко — епізод
- Андрій Гончар — епізод
- Микита Звягін — епізод
- Людмила Кузьміна — епізод
- Володимир Міняйло — епізод
- Є. Нікітіна — епізод
- Наталія Плахотнюк — жінка з хлібом
- Ігор Тільтіков — епізод

## Знімальна група
- Режисер — Наталія Мотузко
- Сценарист — Олексій Шеренговий
- Оператор — Ігор Чепусов
- Композитор — Володимир Губа
- Художник — Юрій Богатиренко